# هندرسن (میشیگان)
هندرسن (به انگلیسی: Henderson) یک منطقهٔ مسکونی در ایالات متحده آمریکا است که در Rush Township واقع شده‌است. هندرسن ۳۹۹ نفر جمعیت دارد و ۲۲۳٫۱۲ متر بالاتر از سطح دریا واقع شده‌است.